# Curio Bay
Die Curio Bay ist eine kleine Bucht im Südosten der Südinsel Neuseelands.

## Geographie
Die Bucht liegt wenige Kilometer östlich des Slope Point, des südlichsten Punkts der Insel, im Gebiet der Catlins. Im Osten schließt sich die Porpoise Bay an.

## Fauna
Die Bucht bildet unter anderem den Lebensraum für Spezies der Ohrenrobben. Im Sommer und Herbst sind zudem Hector-Delfine anzutreffen, die ausschließlich in neuseeländischen Gewässern vorkommen. Die Region bildet außerdem Nistplätze für die seltenen Gelbaugenpinguine, die ihre Eier hier im Herbst legen und deren Junge im Frühling mausern. Neben diesen sind auch Zwergpinguine zu sehen, ebenso wie Taraseeschwalben.

## Versteinerter Wald
Bei Niedrigwasser liegt ein Plateau frei, auf dem sich die Überreste eines versteinerten Waldes befinden. Die Überbleibsel stammen aus dem Jura und sind damit etwa 180 Millionen Jahre alt. Damals war Neuseeland noch Teil des Großkontinents Gondwana und die Region der Catlins bewaldet. Bei mehreren Schichtfluten vulkanischen Materials wurde der Wald mehrfach zerstört, wodurch sich schichtweise Ablagerungen bildeten. Durch die Erosion an der späteren Küstenlinie wurden Sandstein und andere Gesteine abgetragen, sodass die inzwischen versteinerten Überreste der Pflanzenwelt freigelegt wurden.

## Infrastruktur
Die Gegend ist dünn besiedelt, die nächste Ortschaft ist das nördlich gelegene Waikawa. Die Curio Bay ist ebenso wie die benachbarte Porpoise Bay über die Waikawa Curio Bay Road erreichbar und ist eine der Attraktionen der Southern Scenic Route, die im Norden von Invercargill nach Balclutha führt. Oberhalb des Plateaus befindet sich eine befestigte Aussichtsplattform mit Hinweistafeln.

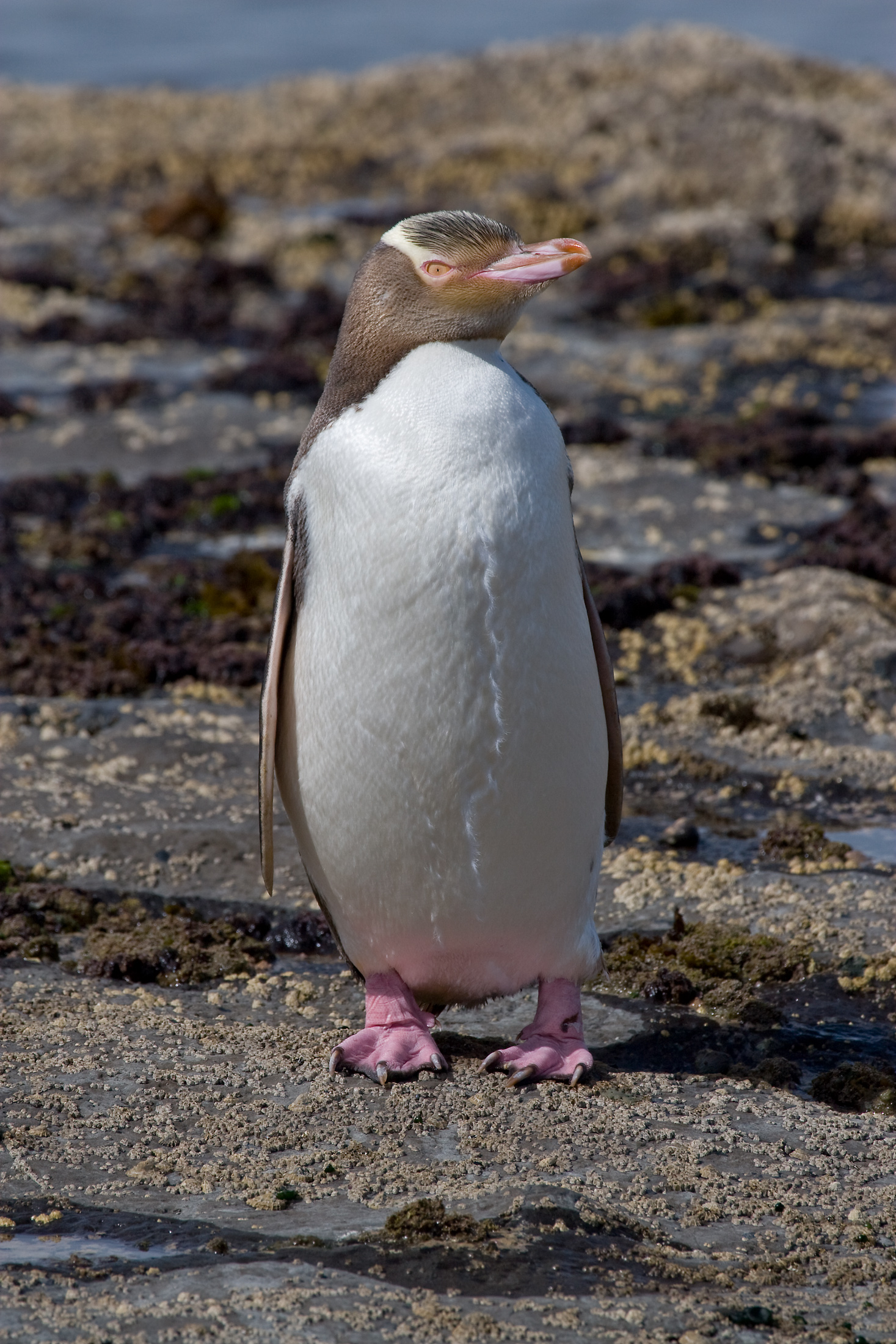
Gelbaugenpinguin
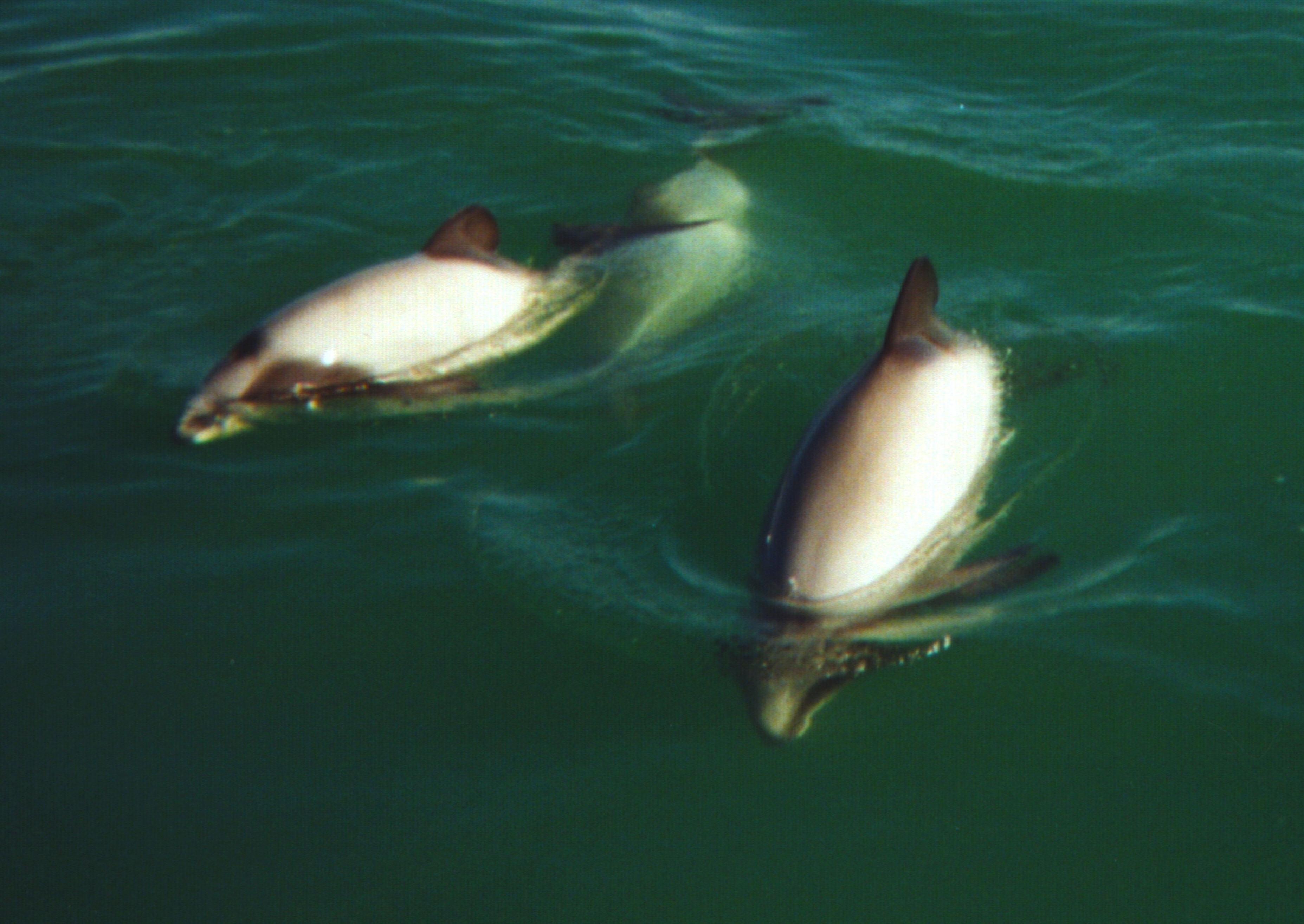
Hector-Delfine in der nahe gelegenen Porpoise Bay
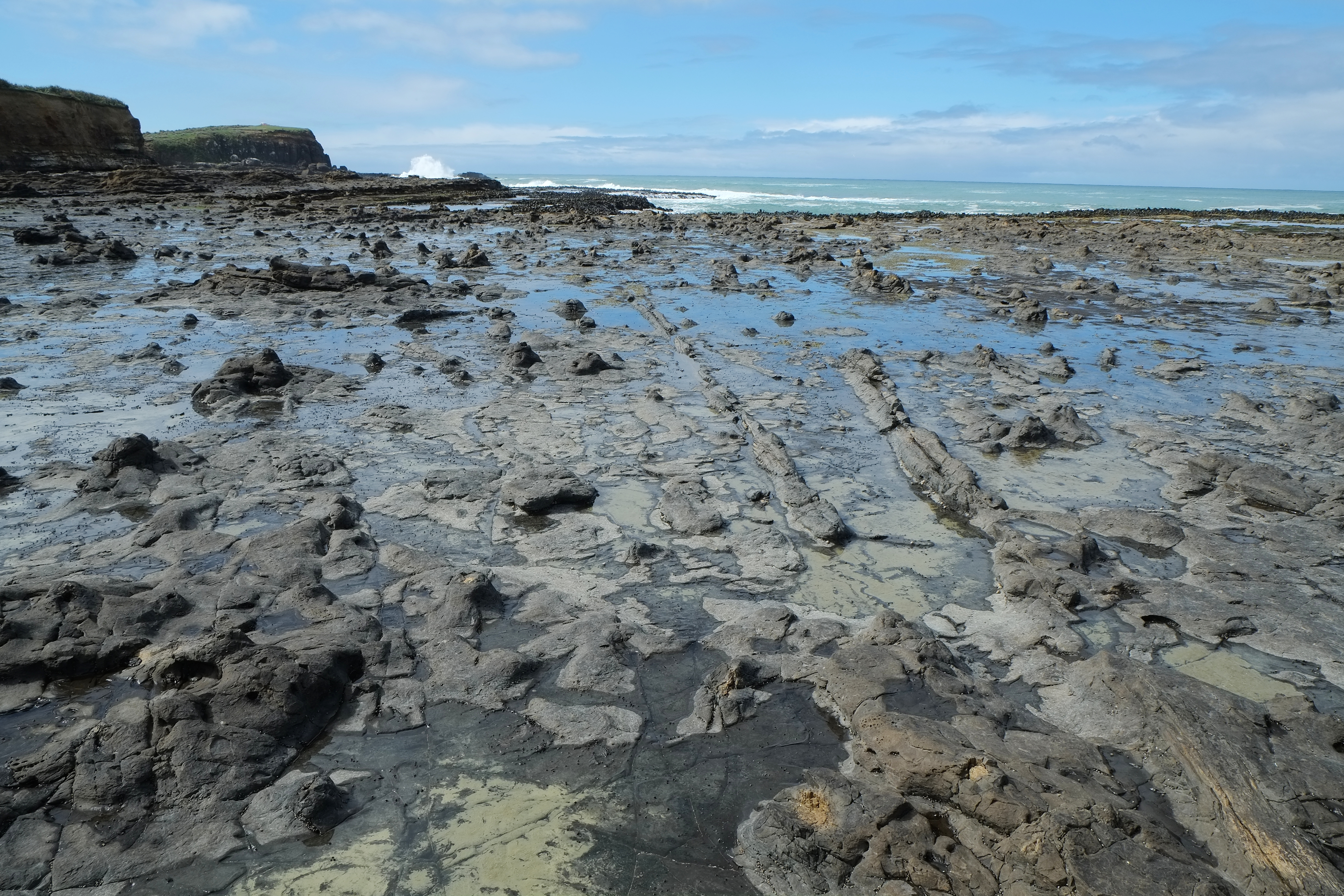
Plateau des versteinerten Waldes
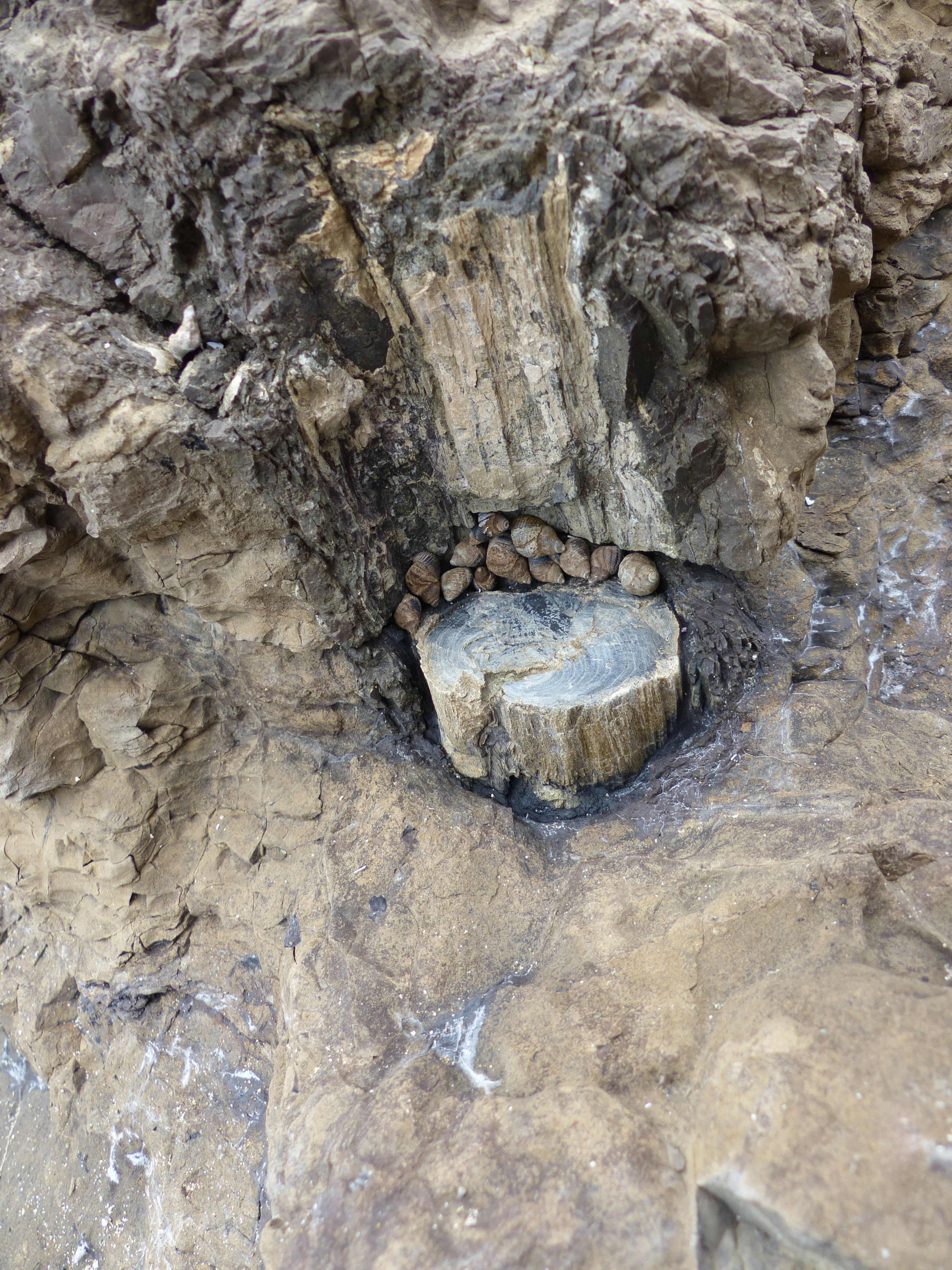
Versteinerter Baumstamm mit Holzringen